# Kina i olympiska sommarspelen 1984
Kina deltog i de olympiska sommarspelen 1984 med en trupp bestående av 216 deltagare, och totalt tog landet 32 medaljer.

## Basket
Damer
Gruppspel
| Lag         | V | F | PF  | PA  | PD   | Poäng | Tie   |
| ----------- | - | - | --- | --- | ---- | ----- | ----- |
| USA         | 5 | 0 | 431 | 265 | +166 | 10    |       |
| Sydkorea    | 4 | 1 | 292 | 302 | −10  | 9     |       |
| Kanada      | 2 | 3 | 313 | 335 | −22  | 7     | 1W–0L |
| Kina        | 2 | 3 | 318 | 348 | −30  | 7     | 0W–1L |
| Australien  | 1 | 4 | 267 | 317 | −50  | 6     | 1W–0L |
| Jugoslavien | 1 | 4 | 293 | 347 | −54  | 6     | 0W–1L |

| July 30 juli |                                   | Jugoslavien | 55–83 | USA |  | The Forum, Inglewood |
| July 30 juli | Resultat efter halv: 29–43, 26–40 |             |       |     |  | The Forum, Inglewood |

Bronsmatch
| 7 augusti |                                   | Kina | 63–57 | Kanada |  | The Forum, Inglewood |
| 7 augusti | Resultat efter halv: 37–29, 26–28 |      |       |        |  | The Forum, Inglewood |

Herrar
Gruppspel
| Nr | Lag       | S | V | O | F | GM  | IM  | MS   | P  |
| -- | --------- | - | - | - | - | --- | --- | ---- | -- |
| 1  | USA       | 5 | 5 | 0 | 0 | 511 | 315 | +196 | 10 |
| 2  | Spanien   | 5 | 4 | 0 | 1 | 457 | 438 | +19  | 9  |
| 3  | Kanada    | 5 | 3 | 0 | 2 | 462 | 401 | +61  | 8  |
| 4  | Uruguay   | 5 | 2 | 0 | 3 | 403 | 460 | −57  | 7  |
| 5  | Kina      | 5 | 1 | 0 | 4 | 364 | 477 | −113 | 6  |
| 6  | Frankrike | 5 | 0 | 0 | 5 | 383 | 489 | −106 | 5  |

## Bågskytte
Damernas individuella
- Li Lingjuan - 2559 poäng (→  Silver)
- Wu Yanan - 2493 poäng (→ 8:e plats)
- Wang Jin - 2445 poäng (→ 18:e plats)

Herrarnas individuella
- Yong Shan - 2483 poäng (→ 18:e plats)
- Zhang Zheng - 2405 poäng (→ 36:e plats)
- Feng Zemin - 2389 poäng (→ 38:e plats)

## Cykling
Herrarnas lagtempolopp
- Han Shuxiang, Liu Fu, Wang Wanqiang och Zeng Bo — 21:a plats

Damernas linjelopp
- Lu Suyan — 31st place
- Wang Li — 36:e plats
- Lu Yue — 41:a plats

## Friidrott
Herrarnas 100 meter
- Yu Zhuanghui

Herrarnas 200 meter
- Yu Zhuanghui

Herrarnas 110 meter häck
- Yu Zhicheng
- Li Jieqiang

Herrarnas 20 kilometer gång
- Zhang Fuxin
  - Final — 1:32:10 (→ 27:e plats)

Herrarnas 50 kilometer gång
- Zhang Fuxin
  - Final — 4:23:39 (→ 15:e plats)

Herrarnas höjdhopp
- Zhu Jianhua
  - Kval — 2,24m
  - Final — 2,31m (→  Brons)

- Liu Yunpeng
  - Kval — 2,24m
  - Final — 2,29m (→ 7:e plats)

- Cai Shu
  - Kval — 2,24m
  - Final — 2,27m (→ 8:e plats)

Herrarnas längdhopp
- Liu Yuhuang
  - Kval — 7,83m
  - Final — 7,99m (→ 5:e plats))

- Wang Shijie
  - Kval — 7,36m (→ gick inte vidare, 18:e plats))

Herrarnas tresteg
- Zou Zhenxian
  - Final — 16,83m (→ 4:e plats))

Herrarnas stavhopp
- Yang Weimin
  - Kval — 5,30m
  - Final — 5,10m (→ 10:e plats))

- Ji Zebiao
  - Kval — 5,10m (→ gick inte vidare)

Herrarnas tiokamp
- Weng Kangqiang
  - Slutligt resultat — 7662 poäng (→ 15:e plats))

Damernas 100 meter häck
- Liu Huajin

Damernas höjdhopp
- Zheng Dazhen
  - Kval — 1,90 m
  - Final — 1,91 m (→ 7:e plats))

- Yang Wenqin
  - Kval — 1,90 m
  - Final — 1,88 m (→ 9:e plats))

- Ge Ping
  - Kval — 1,84 m (→ gick inte vidare, 21:a plats)

Damernas längdhopp
- Liao Wenfen
  - Kval — 6,16 m (→ gick inte vidare, 15:e plats))

Damernas diskuskastning
- Jiao Yunxiang
  - Kval — 54,70 m
  - Final — 53,32 m (→ 11:e plats))

Damernas kulstötning
- Li Meisu
  - Final — 17,96 m (→ 5:e plats))

- Yang Yanqin
  - Final — 16,97 m (→ 10:e plats))

Damernas spjutkastning
- Zhu Hongyang
  - Kval — 53,18 m (→ gick inte vidare)

## Fäktning
Herrarnas florett
- Liu Yunhong
- Chu Shisheng
- Yu Yifeng

Herrarnas florett, lag
- Chu Shisheng, Cui Yining, Yu Yifeng, Wang Wei, Zhang Jian, Liu Yunhong

Herrarnas värja
- Cui Yining
- Zhao Zhizhong
- Zong Xiangqing

Herrarnas värja, lag
- Cui Yining, Pang Jin, Zhao Zhizhong, Zong Xiangqing

Herrarnas sabel
- Chen Jinchu
- Wang Ruiji
- Liu Guozhen

Herrarnas sabel, lag
- Wang Ruiji, Chen Jinchu, Yang Shisen, Liu Guozhen, Liu Yunhong

Damernas florett
- Jujie Luan
- Zhu Qingyuan
- Li Huahua

Damernas florett, lag
- Jujie Luan, Zhu Qingyuan, Li Huahua, Wu Qiuhua, Zhu Minzhu

## Gymnastik
Herrar
Herrarnas individuella mångkamp
- Li Ning —  Brons

Herrarnas fristående
- Li Ning —  Guld

Herrarnas bygelhäst
- Li Ning —  Guld

Herrarnas ringar
- Li Ning —  Guld

Herrarnas hopp
- Lou Yun —  Guld
- Li Ning —  Silver

Herrarnas räck
- Tong Fei —  Silver

Damer
Damernas barr
- Ma Yanhong —  Guld

## Handboll
Damer
| Rank   | Lag          | Pld | W | D | L | GF  | GA  | Poäng |  | Socialistiska federativa republiken Jugoslavien | Sydkorea | Kina  | USA   | Västtyskland | Österrike |
| ------ | ------------ | --- | - | - | - | --- | --- | ----- |  | ----------------------------------------------- | -------- | ----- | ----- | ------------ | --------- |
| Gold   | Jugoslavien  | 5   | 5 | 0 | 0 | 143 | 102 | 10    |  | X                                               | 29:23    | 31:25 | 33:20 | 20:19        | 30:15     |
| Silver | Sydkorea     | 5   | 3 | 1 | 1 | 125 | 119 | 7     |  | 23:29                                           | X        | 24:24 | 29:27 | 26:17        | 23:22     |
| Bronze | Kina         | 5   | 2 | 1 | 2 | 112 | 115 | 5     |  | 25:31                                           | 24:24    | X     | 22:25 | 20:19        | 21:16     |
| 4.     | Västtyskland | 5   | 2 | 0 | 3 | 91  | 100 | 4     |  | 19:20                                           | 17:26    | 19:20 | 18:17 | X            | 18:17     |
| 5.     | USA          | 5   | 2 | 0 | 3 | 114 | 123 | 4     |  | 20:33                                           | 27:29    | 25:22 | X     | 17:18        | 25:21     |
| 6.     | Österrike    | 5   | 0 | 0 | 5 | 91  | 117 | 0     |  | 15:30                                           | 22:23    | 16:21 | 21:25 | 17:18        | X         |

## Simhopp
Herrarnas 3 m
- Tan Liangde
  - Kval — 600,99
  - Final — 662.31 (→  Silver)
- Li Hongping
  - Kval — 611,55
  - Final — 646,35 (→ 4:e plats)

Herrarnas 10 m
- Li Kongzheng
  - Final  ( Brons)